# Bolívia az 1988. évi téli olimpiai játékokon
Bolívia a kanadai Calgaryban megrendezett 1988. évi téli olimpiai játékok egyik részt vevő nemzete volt. Az országot az olimpián 1 sportágban 6 sportoló képviselte, akik érmet nem szereztek.

## Alpesisí
Férfi
| Versenyző            | Versenyszám      | 1. futam | 1. futam | 2. futam      | 2. futam      | Összesítés | Összesítés |
| Versenyző            | Versenyszám      | Idő      | Hely.    | Idő           | Hely.         | Idő        | Helyezés   |
| -------------------- | ---------------- | -------- | -------- | ------------- | ------------- | ---------- | ---------- |
| Manuel Aramayo       | Műlesiklás       | 1:24,85  | 59.      | 1:17,46       | 48.           | 2:42,31    | 46.        |
| Guillermo Avila      | Műlesiklás       | 1:16,57  | 51.      | 1:07,83       | 39.           | 2:24,40    | 38.        |
| Guillermo Avila      | Óriás-műlesiklás | kizárták | kizárták | kiesett       | kiesett       | kiesett    | kiesett    |
| Jaime Bascon         | Óriás-műlesiklás | kizárták | kizárták | kiesett       | kiesett       | kiesett    | kiesett    |
| José-Manuel Bejarano | Óriás-műlesiklás | 1:39,50  | 79.      | nem ért célba | nem ért célba | kiesett    | kiesett    |
| Enrique Montano      | Műlesiklás       | 1:44,04  | 67.      | 1:23,37       | 51.           | 3:07,41    | 53.        |
| Enrique Montano      | Óriás-műlesiklás | kizárták | kizárták | kiesett       | kiesett       | kiesett    | kiesett    |
| Luis Viscarra        | Műlesiklás       | 1:30,45  | 61.      | 1:23,93       | 52.           | 2:54,38    | 50.        |